# Charles Frederick Joy

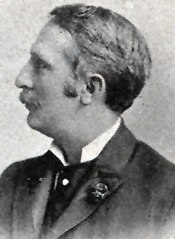
Charles Frederick Joy

Charles Frederick Joy (* 11. Dezember 1849 in Jacksonville, Illinois; † 13. April 1921 in St. Louis, Missouri) war ein US-amerikanischer Politiker. Zwischen 1893 und 1903 vertrat er zwei Mal den Bundesstaat Missouri im US-Repräsentantenhaus.

## Werdegang
Charles Joy besuchte die öffentlichen Schulen seiner Heimat und studierte danach bis 1874 am Yale College. Nach einem anschließenden Jurastudium und seiner 1876 erfolgten Zulassung als Rechtsanwalt begann er in St. Louis in diesem Beruf zu arbeiten. Gleichzeitig schlug er als Mitglied der Republikanischen Partei eine politische Laufbahn ein. Im Jahr 1890 kandidierte er noch erfolglos für den Kongress. Bei den Kongresswahlen des Jahres 1892 wurde Joy dann im elften Wahlbezirk von Missouri in das US-Repräsentantenhaus in Washington, D.C. gewählt, wo er am 4. März 1893 die Nachfolge von Richard P. Bland antrat. Das Wahlergebnis wurde aber von dem unterlegenen Kandidaten John Joseph O’Neill angefochten. Nachdem diesem Einspruch stattgegeben worden war, musste Joy am 3. April 1894 sein Mandat an O’Neill abtreten.
Bei den Wahlen des Jahres 1894 wurde Joy dann mit unbestreitbarer Mehrheit erneut in den Kongress gewählt, wo er am 4. März 1895 O’Neill wieder ablöste. Nach drei Wiederwahlen konnte er bis zum 3. März 1903 vier Legislaturperioden im Kongress absolvieren. In diese Zeit fiel der Spanisch-Amerikanische Krieg von 1898. Im Jahr 1902 wurde Charles Joy von seiner Partei nicht mehr zur Wiederwahl nominiert. Nach seinem Ausscheiden aus dem US-Repräsentantenhaus praktizierte er wieder als Anwalt in St. Louis. Zwischen 1907 und 1921 war er als Notar (Recorder of Deeds) tätig. Er starb am 13. April 1921 in St. Louis.